# L'Oligarchie des incapables
L'Oligarchie des incapables est un essai écrit par Sophie Coignard et Romain Gubert sur l'évolution de l'élite politique et économique française.

## Minorité
Après le thème de l'incapacité du pouvoir politique à traiter les problèmes et celui des scandales de la République, les auteurs abordent dans cet ouvrage la question de la mainmise d'une minorité sur les rouages de l'État et les bénéfices qu'ils en tirent. Ce qui fait sa spécificité, c'est le cumul des privilèges et des postes importants, le fait que ses membres soient de moins en moins au service de l'État, qu'ils forment un réseau pour leurs propres besoins et ceux de leurs amis.

## Oligarchie
Ces oligarques comme les appellent les auteurs sont les détenteurs du pouvoir politique (élus, hauts fonctionnaires…) et du pouvoir économique (chefs d'entreprise, experts…) qui se servent de leurs réseaux pour coopter des responsables dont la compétence n'est pas la première qualité.
Dans une interview donnée à France-Info, Sophie Coignard parle des privilèges de cette caste qui retire des avantages personnels de leurs fonctions. Elle cite entre autres le cas de la maison de disques de Carla Bruni financée par la Caisse des dépôts et consignations. On se retrouve dans une nomenklatura à la française, des gens qui sont peu nombreux et ont beaucoup de pouvoirs. La nouveauté c'est que, dans une époque particulièrement dure marquée par la crise, cette oligarchie s'éloigne du sort commun, déconnectée de la réalité quotidienne ; un système qui récompense des gens du sérail qui sont des incapables.